# Stiloforo

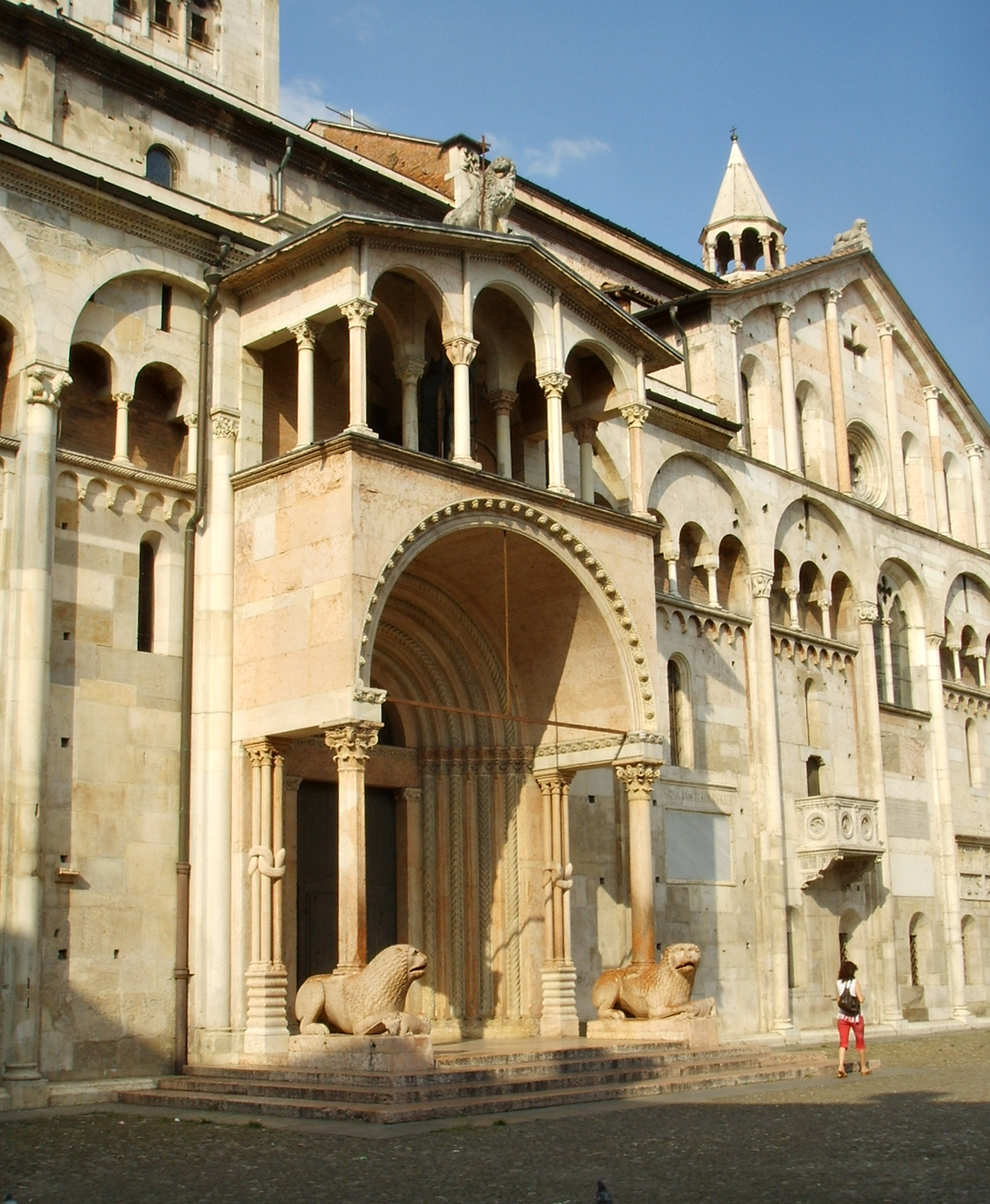
Leoni stilofori nel protiro del Duomo di Modena

Lo stiloforo è un elemento architettonico a forma di animale o mostro fantastico posto a base di una colonnina di sostegno di un protiro o anche di un pulpito, solitamente nelle chiese romaniche. Il termine deriva dal greco e significa "portatore di stilo", cioè portatore di colonna. Il tipo più comune dell'architettura romanica occidentale è il leone stiloforo.

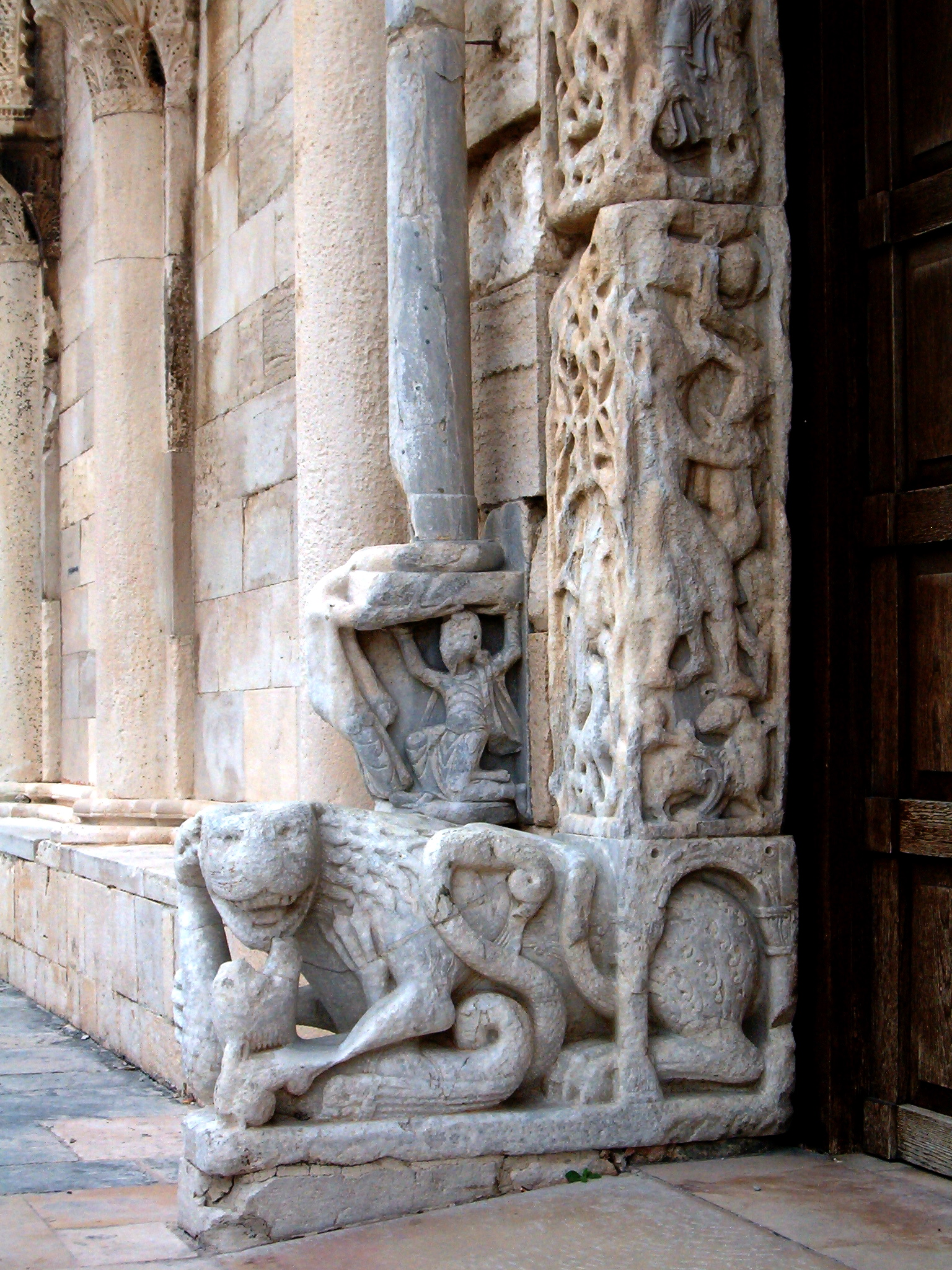
Dettaglio di un leone stiloforo della cattedrale di Trani

A differenza della cariatide, una scultura che sostituisce l'intera colonna facendo da supporto per la trabeazione, lo stiloforo costituisce il solo basamento della colonna.

## Leone stiloforo
Il leone è un indiscusso simbolo di Fortezza, perciò, posto all'ingresso delle chiese, simboleggia la forza che sta a guardia dello spazio sacro.
Il leone in base ai bestiari medievali è anche simbolo di Cristo per svariati motivi: Cristo è chiamato "il Leone che è della tribù di Giuda" (Apocalisse di Giovanni 5, 5-6); Cristo è resuscitato dopo tre giorni, come i leoni che si credeva nascessero morti e tornassero alla vita dopo che il padre avesse soffiato su di loro dopo tre giorni. Il leone è maestoso davanti, ma col pelo liscio nella parte dietro (come Cristo che è figlio di Dio, ma allo stesso tempo è uomo).
Il leone ha una valenza simbolica polivalente, sia come guardia che con un compito apotropaico, egli infatti è un animale che uccide, divora le sue prede, e che trasmette loro una parte della sua potenza. Le prede passano quindi dalla morte a una nuova vita, una metamorfosi facendo oltrepassare quel confine che c'è tra la vita e la morte; è quindi posto come monito, avvertimento di quel passaggio e rottura tra due domini eterogenei quello sacro e quello profano.
Il leone è accanto al trono evocante la presenza di Cristo nel libro dell'Apocalisse di Giovanni (5, 5) e, nell'iconografia medievale, è anche simbolo della giustizia di Dio. Il leone è simbolo di giustizia anche perché il Priore amministrava la giustizia inter leones et coram populo (tra i leoni e davanti al popolo).